# Stade Plabennec
El Stade Plabennecois Football es un equipo de fútbol de Francia que juega en el Championnat National 3, la quinta división de fútbol en el país.

## Historia
Fue fundado en el año 1934 en la ciudad de Plabennec y juega en el Championnat National 3, anteriormente llamado Championnat de France Amateur 2, desde la temporada 2012/13, luego de ascender del Championnat de France Amateur 2.

## Palmarés
- Championnat National 2: 1

2019/20
- DH Brittany: 1

1992/93